# Anapausis minuta
Anapausis minuta är en tvåvingeart som beskrevs av Cook 1965. Anapausis minuta ingår i släktet Anapausis och familjen dyngmyggor.
Artens utbredningsområde är Michigan. Inga underarter finns listade i Catalogue of Life.